# Wautoma, Wisconsin
Wautoma là một thành phố thuộc quận Waushara, tiểu bang Wisconsin, Hoa Kỳ. Năm 2000, dân số của thành phố này là 1998 người.